# Гірсько-піхотна дивізія «Штирмарк»
Гірсько-піхотна дивізія «Штирмарк» (нім. Gebirgs-Division Steiermark) — гірсько-піхотна дивізія Вермахту за часів Другої світової війни.

## Історія
Гірсько-піхотна дивізія «Штирмарк» сформована 25 квітня 1945 шляхом переформування однієї з бойових груп під назвою «Райтель» (нім. Raithel) 9-ї гірсько-піхотної дивізії «Ост» Вермахту, яка стала основою для нової гірської дивізії.
Дивізія, також відома, як бойова група оберста Райтеля (нім. Kampfgruppe Oberst Raithel), поділялася на дві бригади Імперської служби праці: RAD бригада «Штирмарк» в Мюршталі (нім. Murstal) і RAD бригада «Еннс-ім-Мур» в Енншталі (нім. Ennstal). Обидві дивізії вели партизанські дії в горах Штирії, намагаючись зупинити радянські частини. Дивізія не вплинула як-небудь на хід війни, оскільки на укомплектування з'єднання надійшли другорозрядні і третьорозрядні солдати з розгромлених частин Вермахту, Ваффен-СС, частка військових прибула з навчальних та резервних частин, у тому числі естонських й латвійських поліцейських підрозділів, що билися на боці Німеччини. До того ж формування дивізії були недостатньо сильно озброєні і обмундировані. У травні 1945 року дивізія, разом з іншими формуваннями німецьких військ капітулювала.

## Райони бойових дій
- Австрія (квітень — травень 1945).

## Командування

### Командири
- оберст Херіберт Райтель (нім. Heribert Raithel) (25 квітня — 8 травня 1945).

### Підпорядкованість
| Час            | Корпус | Армія      | Група армій (округ) | Штаб   |
| -------------- | ------ | ---------- | ------------------- | ------ |
| 25 квітня 1945 |        |            |                     |        |
| 25 квітня 1945 | —      | 6-та армія | —                   | Штирія |

### Склад
| 25 квітня 1945                              |
| ------------------------------------------- |
| 154-й гірсько-єгерський полк                |
| 155-й гірсько-єгерський полк                |
| 56-й гірський артилерійський полк           |
| 48-й змішаний навчально-протитанковий загін |
| 56-й гірський розвідувальний батальйон      |
| гірська рота зв'язку                        |
| гірська інженерна рота                      |